# Johann Wolfgang Franck
Johann Wolfgang Franck (Unterschwaningen, Baviera, Alemania, 17 de junio de 1644 - Londres, Inglaterra, 1710) fue un compositor alemán del barroco. Su obra comprende cerca de 20 óperas, casi 60 cantatas y numerosos lieder espirituales.
Sirvió en la corte del margrave de Ansbach desde 1665 hasta 1679. Compuso un cuerpo considerable de música sacra para la capilla de la corte. En enero de 1679 se vio obligado a huir después de asesinar a uno de los músicos de la orquesta, y su esposa resultó herida en un ataque de celos.
Encontró asilo en Hamburgo, siendo ya un compositor de ópera conocido, gracias, por ejemplo, a Drey Die Töchter des Cecrops. En esa ciudad llegó a ser director musical de la Oper am Gänsemarkt y ocupó el puesto de maestro de capilla de la catedral de 1682 a 1686. En ese periodo compuso 14 óperas. 
De 1690 a 1695 estuvo en Londres. Dio conciertos entre 1690 y 1693 en colaboración con Robert King.
- Datos: Q875682
- Multimedia: Johann Wolfgang Franck / Q875682